# 共和与社会主义左翼
共和与社会主义左翼（法語：Gauche républicaine et socialiste，缩写为GRS）是法国的一个左翼政党。该党成立于2019年2月3日，由“争取共和、环境保护和社会主义方案替代”和公民与共和运动合并而成。该党的意识形态是社会主义、生态社会主义、共和主义。该党的全国共同推动者是Emmanuel Maurel和Bastien Faudot。该党的总部位于巴黎十二区。该党在参议院加入共产党人、共和派、公民和生态主义者党团。该党是欧洲左翼党的成员党。